# Fenghuang (socken i Kina, Shandong, lat 37,49, long 118,26)
Fenghuang (kinesiska: 凤凰街道, 凤凰) är en socken i Kina. Den ligger i provinsen Shandong, i den östra delen av landet, omkring 150 kilometer nordost om provinshuvudstaden Jinan.
Genomsnittlig årsnederbörd är 698 millimeter. Den regnigaste månaden är juli, med i genomsnitt 278 mm nederbörd, och den torraste är januari, med 7 mm nederbörd.